# 张太生
张太生（1913年—1981年），中国人民解放军将领、中国人民解放军开国少将。
曾任第一公安军学校政治委员。1955年，授予中国人民解放军少将。